# Giáo dục Thành phố Hồ Chí Minh
Thành phố Hồ Chí Minh là một thành phố, trung tâm giáo dục lớn của Việt Nam cùng với Hà Nội, hiện là một trong những tỉnh thành có thành tích giáo dục cao và dự kiến trở thành trung tâm giáo dục trong và ngoài nước trong tương lai.

## Thời Pháp Thuộc

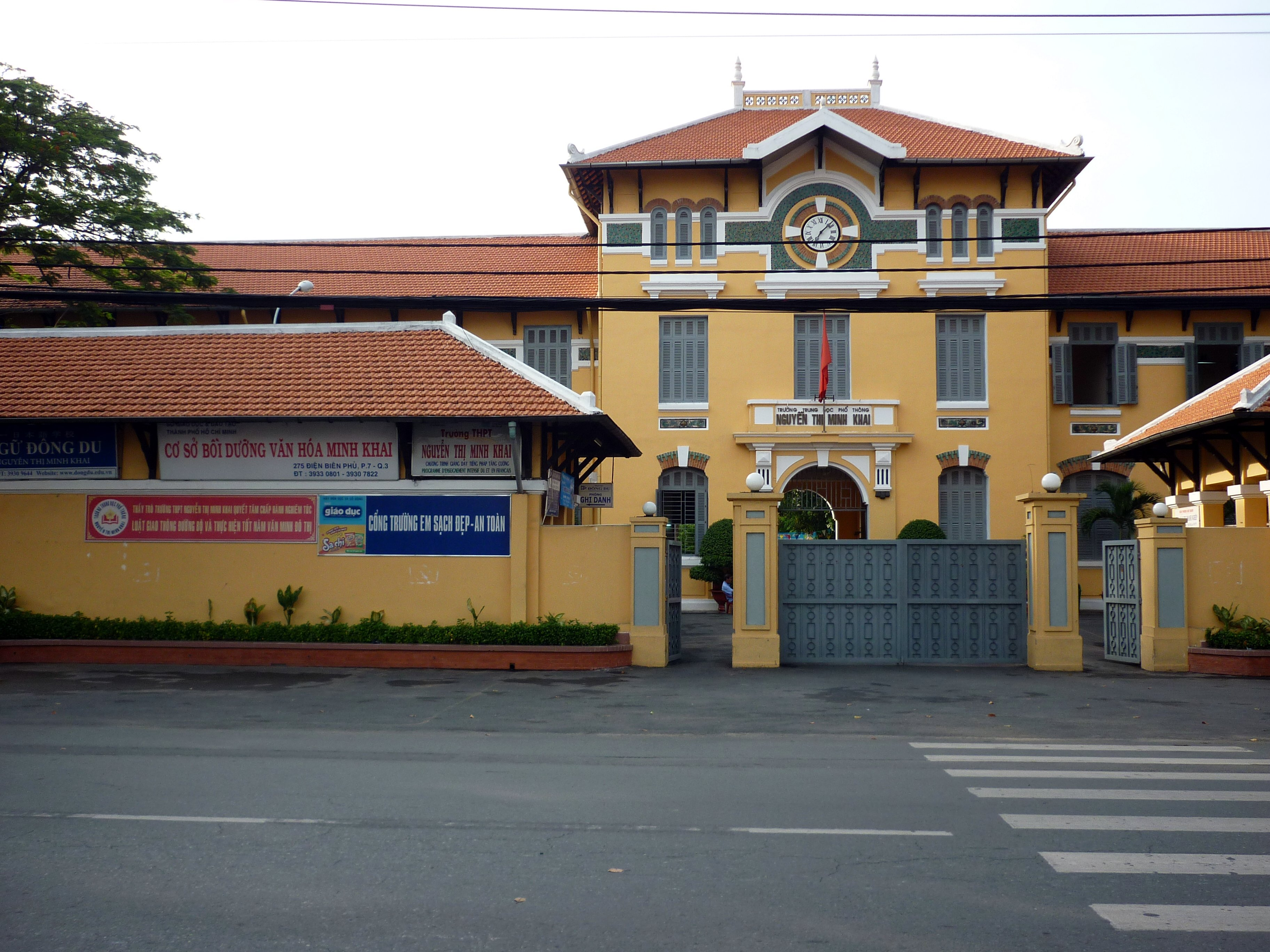
Trường THPT Nguyễn Thị Minh Khai

Cùng với Hà Nội, Thành phố Hồ Chí Minh (lúc đó là Sài Gòn), chính quyền Thực dân Pháp đã cho xây rất nhiều trường học, nhất là trường Trung học phổ thông đầu tiên ở Việt Nam như: Trường Trung học phổ thông Nguyễn Thị Minh Khai, Trường Trung học phổ thông Lê Quý Đôn, Thành phố Hồ Chí Minh,...

## Thời kì chia cắt

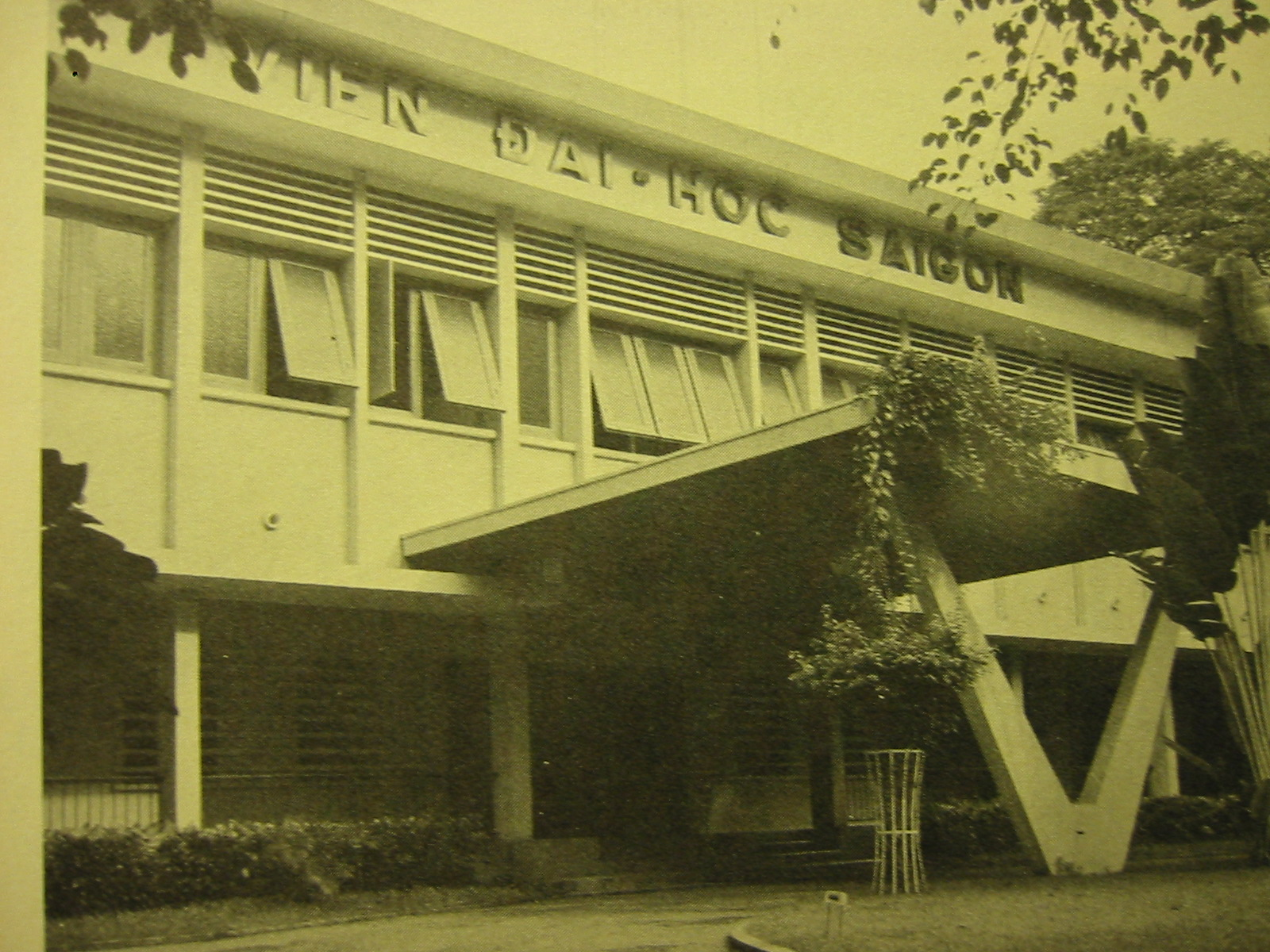
Viện Đại học Sài Gòn

Vào thời kì này, các trường học được xây lên và thời kì giáo dục tại Sài Gòn lúc đó đạt được một số thành tựu và gặp một số bất cập nhất định. Và trường học đã được xây và giáo dục được đầu tư phát triển nhiều hơn trong đó có trường đại học lớn nhất lúc đó là Viện Đại học Sài Gòn

## Thời kì thống nhất
Sau ngày giải phóng miền Nam, thống nhất đất nước, việc tiếp quản thành phố Sài Gòn được chính quyền TPHCM lúc bấy giờ khẩn trương triển khai với rất nhiều thay đổi. Bên cạnh quá trình phục hồi kinh tế - xã hội, giáo dục và đào tạo cũng là lĩnh vực được chú trọng đầu tư.Năm học đầu tiên sau ngày đất nước thống nhất, ở TPHCM, các bậc cha mẹ vui mừng đưa trẻ đến trường trong không khí rộn ràng của tháng ngày hòa bình, độc lập. Một khởi đầu đáng nhớ.
Năm 1995, Bộ Giáo dục và Đào tạo tổ chức kiểm tra và công nhận TPHCM là đơn vị đầu tiên ở các tỉnh phía nam đạt chuẩn hoàn thành Phổ cập Giáo dục bậc Tiểu học.
Năm 2008, Hội đồng nhân dân Thành phố Hồ Chí Minh tiến hành khảo sát niềm tin của nhân dân vào các lĩnh vực công, trong đó có giáo dục. Sở Giáo dục và Đào tạo TPHCM đã chọn Giáo dục Tiểu học để hỏi ý kiến về mức độ hài lòng của người dân. Kết quả, Giáo dục Tiểu học đạt tỉ lệ niềm tin đứng đầu với 74,8% người dân hài lòng.
Sở Giáo dục và Đào tạo TPHCM cũng là nơi đầu tiên trên cả nước tổ chức dạy Tiếng Anh tăng cường cho bậc Tiểu học, bắt đầu từ lớp 1. Năm 1998, việc dạy thí điểm được triển khai.
Cuối năm 2013, Nghị quyết số 29-NQ/TW của Ban Chấp hành Trung ương Đảng khóa XI về "Đổi mới căn bản, toàn diện giáo dục và đào tạo, đáp ứng yêu cầu công nghiệp hóa, hiện đại hóa trong điều kiện kinh tế thị trường định hướng xã hội chủ nghĩa và hội nhập quốc tế" chính thức được ban hành. Ngành giáo dục và đào tạo TPHCM tiếp tục đề ra những kế hoạch đổi mới nhằm đáp ứng tốt yêu cầu từ thực tiễn.
Suốt 10 năm qua, hệ thống giáo dục của TPHCM từng bước được hoàn thiện theo hướng tiệm cận giáo dục tiên tiến, hiện đại của khu vực và thế giới thông qua việc phát triển giáo dục thông minh, giáo dục ngoại ngữ, tin học đạt chuẩn quốc tế. Thành phố chú trọng đổi mới giáo dục theo hướng phát triển năng lực, phẩm chất của người học, đồng thời đẩy mạnh các loại hình giáo dục mở, phục vụ tốt cho xã hội học tập suốt đời.
Năm 2024, TPHCM chính thức gia nhập Mạng lưới thành phố học tập toàn cầu của UNESCO và triển khai thực hiện chương trình hành động xây dựng "Thành phố học tập toàn cầu UNESCO giai đoạn 2024 - 2030".
Và các năm học gần đây, thành phố quyết định miễn giảm học phí cho học sinh công lập.

## Phương pháp giáo dục và Hiện trạng

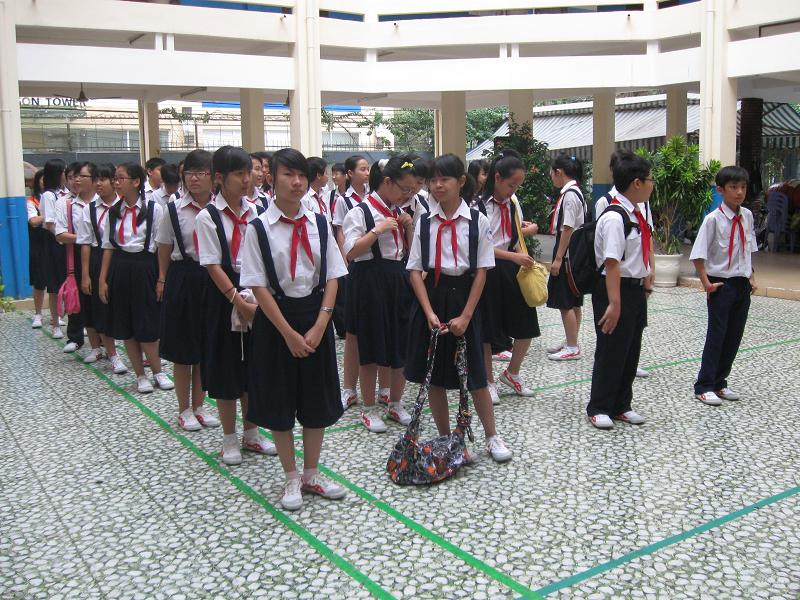

### Phương pháp giáo dục
Điều mà ngành giáo dục và đào tạo TPHCM làm tốt trong nhiều năm qua chính là đổi mới theo hướng "Lấy học sinh làm trung tâm". Học sinh được tạo môi trường học tập tốt với trường lớp khang trang, hiện đại cùng chương trình giáo dục có nhiều hoạt động kích thích sự tư duy, sáng tạo theo hướng mở. Chủ động tiếp cận bài giảng, biết cách tự học và thành thạo công nghệ từ sớm, các em học sinh tự tin khai thác thêm nhiều nguồn tư liệu trên internet. Không còn thụ động nghe giảng, ngay từ bậc tiểu học, học sinh được trình bày ý kiến, góp phần xây dựng bài học và liên hệ thực tế, liên kết với các sự kiện, vấn đề đáng quan tâm trong cuộc sống hằng ngày và tiếp thu ý kiến trên mạng xã hội.
Ngoài ra giáo dục ở Thành phố Hồ Chí Minh được đầu tư bởi cơ sở vật chất chất lượng cao giúp nâng cao chất lượng học tập và giáo dục.
Ngoài ra ở Thành phố Hồ Chí Minh còn tổ chức dạy học Tiếng Anh tăng cường, tích hợp, kỹ năng sống, STEM,... nhằm nâng cao chất lượng học sinh.

### Hiện trạng

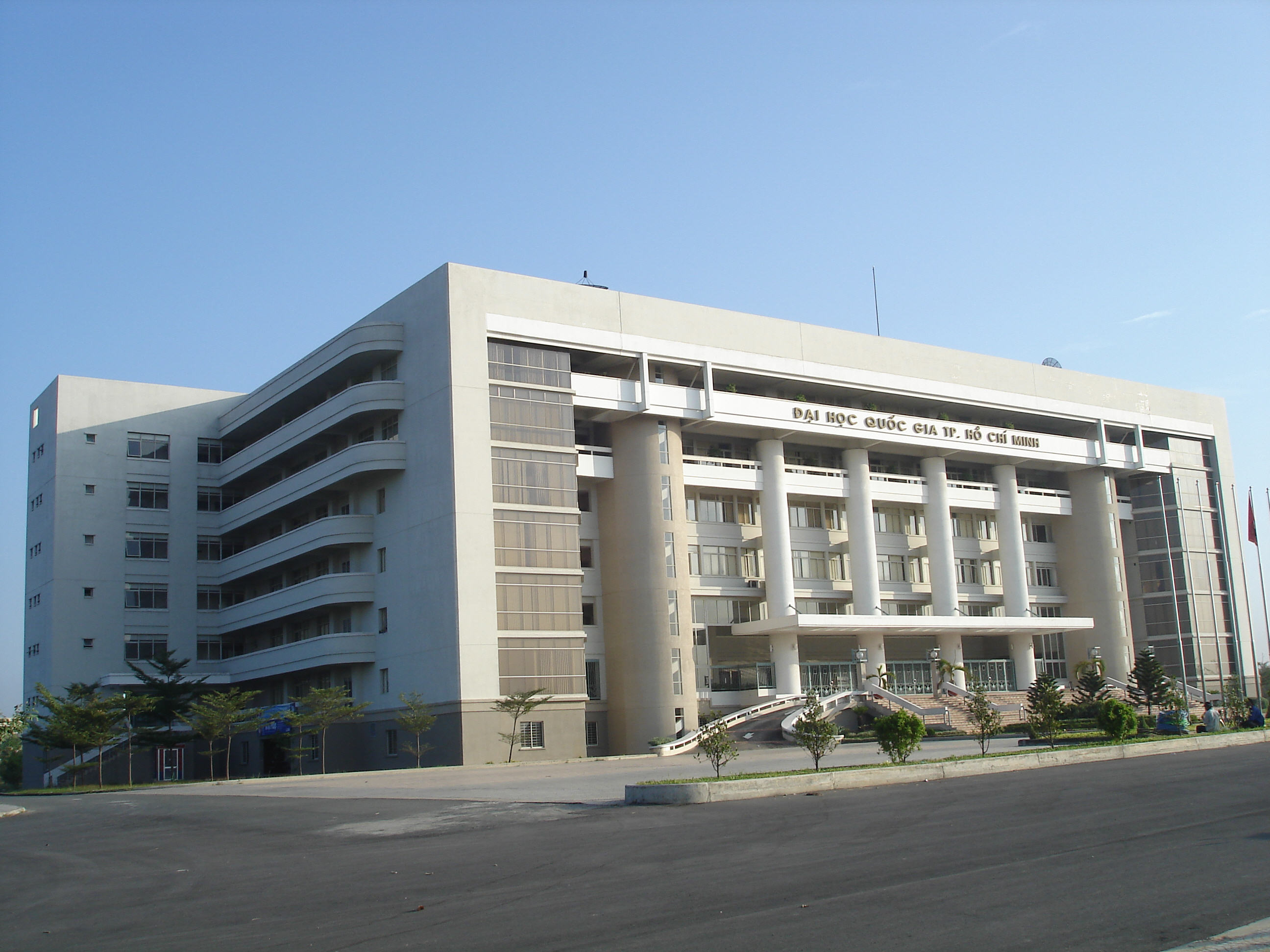
Đại học Quốc gia Thành phố Hồ Chí Minh

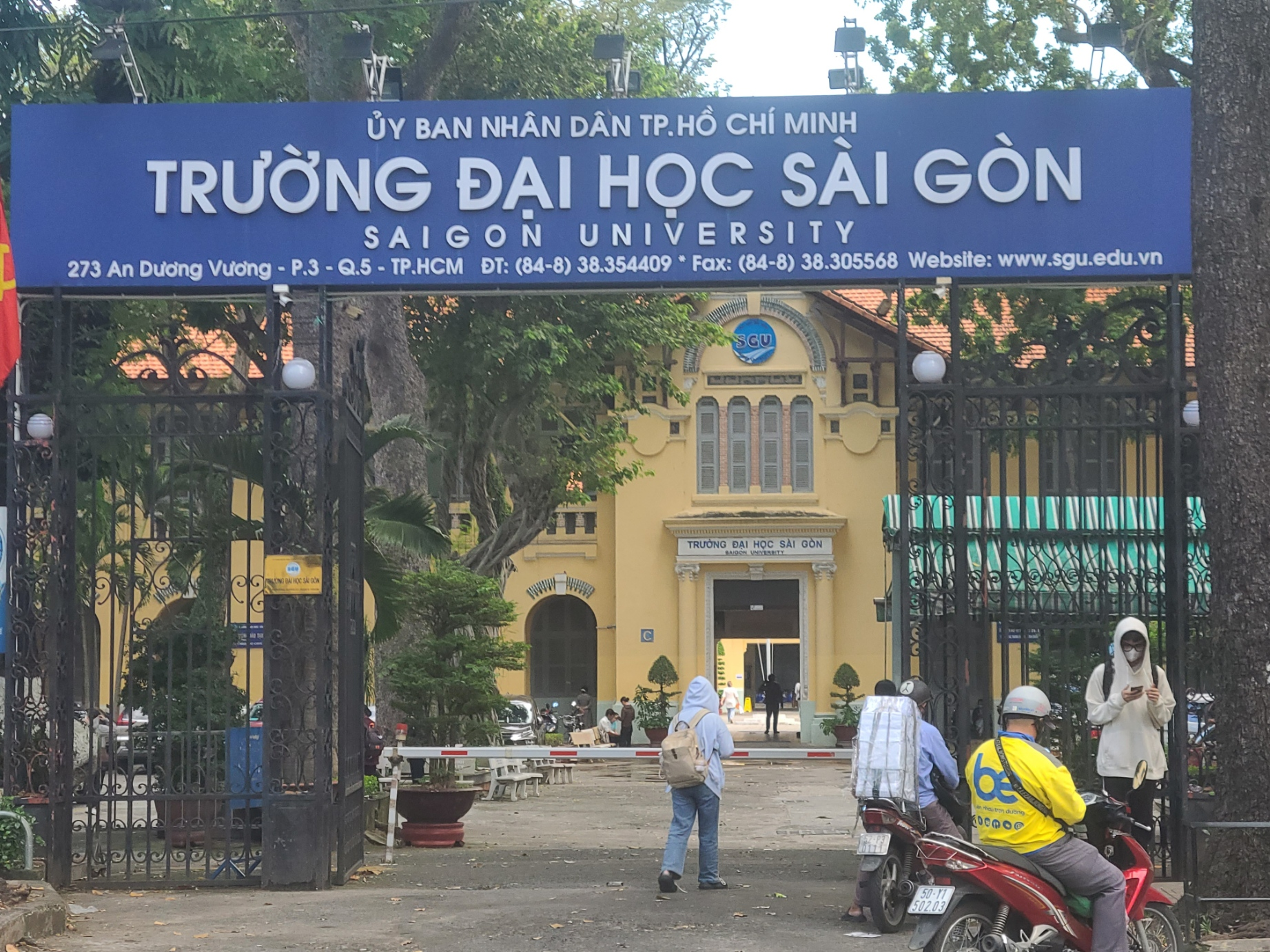
Trường Đại học Sài Gòn

- Về mặt hành chính, Sở Giáo dục và Đào tạo Thành phố Hồ Chí Minh chỉ quản lý các cơ sở giáo dục từ bậc mầm non tới Trung học phổ thông. Các trường đại học, cao đẳng phần lớn trực thuộc Bộ Giáo dục và Đào tạo Việt Nam.

- Là thành phố lớn nhất Việt Nam, Thành phố Hồ Chí Minh cũng là một trong hai trung tâm giáo dục bậc đại học lớn nhất. Đại học Quốc gia Thành phố Hồ Chí Minh với 8 trường đại học thành viên thuộc Chính phủ. Nhiều trường đại học lớn khác của thành phố như Trường Đại học Kiến trúc, Đại học Y Dược, Trường Đại học Ngân hàng, Trường Đại học Luật, Trường Đại học Kinh tế, Trường Đại học Sư phạm, Trường Đại học Mở, Trường Đại học Tài chính – Marketing đều là các đại học quan trọng của Việt Nam. Trong số học sinh, sinh viên đang theo học tại các trường đại học, cao đẳng của thành phố, 40% đến từ các tỉnh khác của quốc gia.. Giáo dục bậc đại học, trên địa bàn thành phố có trên 80 trường, đa số do Bộ Giáo dục và Đào tạo quản lý, trong đó chỉ có 2 trường đại học công lập (Trường Đại học Sài Gòn và Trường Đại học Y khoa Phạm Ngọc Thạch) do thành phố quản lý.[2][3].

- Hệ thống các trường từ bậc mầm non tới trung học trải đều khắp thành phố. Trong khi đó, những cơ sở xóa mù chữ, phổ cập giáo dục tập trung chủ yếu vào 4 huyện ngoại thành Củ Chi, Bình Chánh, Nhà Bè, Cần Giờ. Các trường ngoại ngữ ở Thành phố Hồ Chí Minh không chỉ giảng dạy những ngôn ngữ phổ biến mà còn một trường dạy quốc tế ngữ, một trường dạy Hán Nôm, 4 trường dạy tiếng Việt cho người nước ngoài. Thành phố Hồ Chí Minh hiện nay cũng có 40 trường quốc tế do các lãnh sự quán, công ty giáo dục đầu tư.[4]

- Trước đây:

Trong năm học 2008–2009, toàn thành phố có 638 cơ sở giáo dục mầm non, 467 trường cấp I, 239 trường cấp II, 81 trường cấp III và 55 trường cấp II, III. Ngoài ra, theo con số từ 1994, Thành phố Hồ Chí Minh còn có 20 trung tâm xóa mù chữ, 139 trung tâm tin học, ngoại ngữ và 12 cơ sở giáo dục đặc biệt. Tổng cộng 1.308 cơ sở giáo dục của thành phố có 1.169 cơ sở công lập và bán công, còn lại là các cơ sở dân lập, tư thục.

- Hiện nay:

Theo ông Nguyễn Văn Hiếu - Giám đốc Sở Giáo dục và Đào tạo (GD&ĐT) TPHCM - trình bày tại kỳ họp lần thứ 17 Hội đồng Nhân dân TPHCM khóa X khai mạc ngày 15/7. 
Báo cáo phương hướng và nhiệm vụ trọng tâm trong năm học 2024-2025, ông Hiếu cho biết, dự kiến toàn thành phố tăng 24.097 học sinh, gồm 17.288 công lập và 6.809 ngoài công lập.
Trong đó, bậc THPT tăng cao nhất đến 16.999 học sinh, bậc THCS tăng 7.022 học sinh, bậc mầm non tăng 6.262 học sinh. Riêng bậc tiểu học, toàn thành phố giảm 6.185 học sinh. 
Theo lý giải, số học sinh tăng nhiều ở cấp THPT do chênh lệch giữa học sinh khối lớp 12 ra trường và lớp 9 tốt nghiệp vào học lớp 10.
Điểm lại năm học 2023-2024, ông Hiếu cho biết, số học sinh không có hộ khẩu thường trú tại TPHCM là 347.962 (chiếm tỷ lệ 20,67%). Bình quân mỗi năm số học sinh tăng thêm các cấp học khoảng 25.000 học sinh, áp lực này làm gia tăng sĩ số học sinh/lớp vượt cao so với chuẩn, nhất là cấp tiểu học.
Đồng thời, số lượng học sinh tham gia học 2 buổi/ngày giảm, chưa đáp ứng yêu cầu chương trình giáo dục phổ thông 2018. Điều kiện về sân chơi, bãi tập, thư viện đều co hẹp lại, gây ảnh hưởng đến các lớp đang học. Việc gia tăng số học sinh nêu trên kéo theo tăng số cán bộ, giáo viên, nhân viên và tăng biên chế, dẫn đến làm tăng nguồn chi của ngân sách thành phố.
Hiện nay địa bàn một số quận, huyện có nhiều trường tiểu học có quy mô sĩ số trên 45 học sinh/lớp đã hạn chế phần nào công tác quản lý và chất lượng giảng dạy.
Song, lãnh đạo Sở GD&ĐT vẫn khẳng định: "Nhìn chung, năm học 2024-2025 vẫn đảm bảo 100% con em sinh sống trên địa bàn có đủ chỗ học".
Để đáp ứng đủ chỗ học, dự kiến trong năm 2024 sẽ đưa vào sử dụng 23 dự án với 476 phòng học mới, trong đó, số phòng học tăng thêm là 412 phòng. 
Nhìn lại giáo dục năm học 2023-2024, Giám đốc Sở GD&ĐT TPHCM Nguyễn Văn Hiếu cho biết, TPHCM là một trong những đơn vị đầu tiên trên cả nước triển khai thực hiện bộ tiêu chí Trường học hạnh phúc tại 100% cơ sở giáo dục trên địa bàn.
Bộ tiêu chí "Trường học hạnh phúc", được UNESCO đánh giá cao và được tham dự báo cáo kinh nghiệm về thực tiễn xây dựng mô hình Trường học hạnh phúc trong khuôn khổ Hội thảo chuyên môn cấp cao toàn cầu do UNESCO ở Paris tổ chức.
- Khó khăn: Mặc dù đạt được những bước tiến quan trọng trong thời gian gần đây, nhưng giáo dục Thành phố Hồ Chí Minh vẫn còn nhiều khiếm khuyết. Trình độ dân trí chưa cao và chênh lệch giữa các thành phần dân cư, đặc biệt là ngoại ô so với nội ô. Tỷ lệ trẻ em không biết chữ vẫn còn. Giáo dục đào tạo vẫn chưa tương xứng với nhu cầu của xã hội. Hệ thống cơ sở vật chất ngành giáo dục thành phố còn kém. Nhiều trường học sinh phải học 3 ca. Thu nhập của giáo viên chưa cao, đặc biệt ở các huyện ngoại thành. Quá tải sĩ số học sinh/lớp, bạo lực học đường,...

- Tuyển sinh: Tại Thành phố Hồ Chí Minh, việc tuyển sinh luôn được báo chí, phụ huynh, học sinh quan tâm với mỗi năm số lượng học sinh trúng tuyển càng tăng, có một số trường Trung học cơ sở có đầu vào chất lượng tổ chức tuyển sinh lớp 6 [8] hay kì thi tuyển sinh vào 10 tại TPHCM cũng khóc liệt với việc thí sinh phải thi bao gồm ba môn Toán, Ngữ văn và Ngoại ngữ (vào năm nay). Thí sinh đăng ký vào lớp chuyên, tích hợp sẽ làm thêm bài thi tương ứng. Điểm xét tuyển là tổng điểm 3 môn Ngữ văn, Toán, Ngoại ngữ và điểm ưu tiên (nếu có). Thí sinh phải dự thi đủ ba môn, không vi phạm quy chế và các bài thi đều có điểm lớn hơn 0. Sau khi công bố kết quả trúng tuyển, thí sinh không được thay đổi nguyện vọng. [9] [10] [11]

Riêng xã đảo Thạnh An, huyện Cần Giờ, việc tuyển sinh lớp 10 theo hình thức xét tuyển.
Lịch thi vào 10 tại TPHCM
| Ngày | Buổi  | Môn thi                                                                              | Thời gian                                                                            | Giờ phát đề thi | Giờ bắt đầu làm bài |
| ---- | ----- | ------------------------------------------------------------------------------------ | ------------------------------------------------------------------------------------ | --------------- | ------------------- |
| 1    | Sáng  | Học sinh có mặt tại điểm thi để sinh hoạt quy chế thi và kiểm tra thông tin cá nhân. | Học sinh có mặt tại điểm thi để sinh hoạt quy chế thi và kiểm tra thông tin cá nhân. | 09:30           | 09:30               |
| 2    | Sáng  | Ngữ văn                                                                              | 120 phút                                                                             | 07:55           | 08:00               |
| 2    | Chiều | Ngoại ngữ/Môn thi thứ ba khác                                                        | 90 phút                                                                              | 13:55           | 14:00               |
| 3    | Sáng  | Toán                                                                                 | 120 phút                                                                             | 07:55           | 08:00               |
| 3    | Chiều | Môn chuyên                                                                           | 150 phút                                                                             | 13:55           | 14:00               |

## Thành tựu và mục tiêu

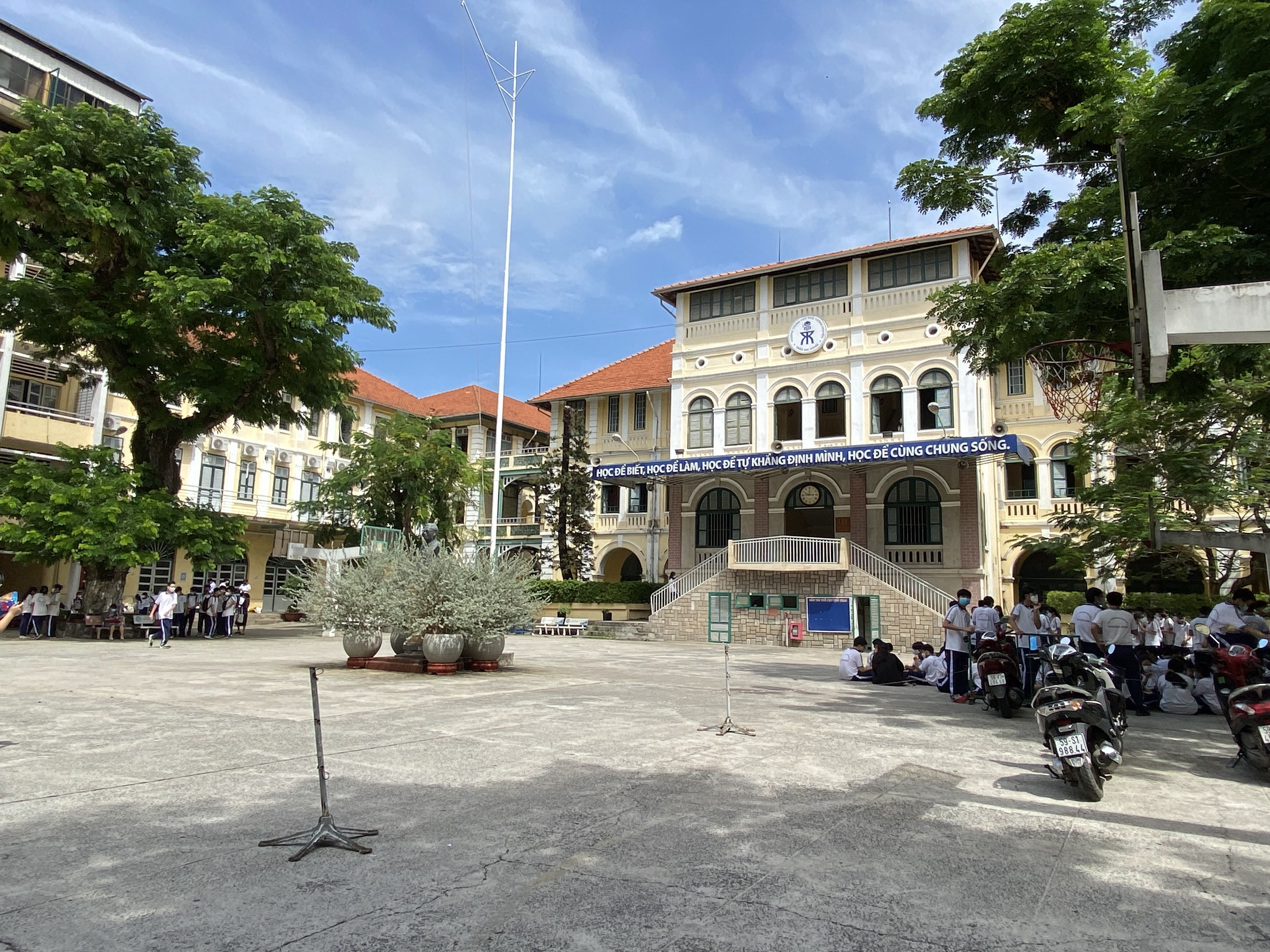
Trường THPT Chuyên Trần Đại Nghĩa

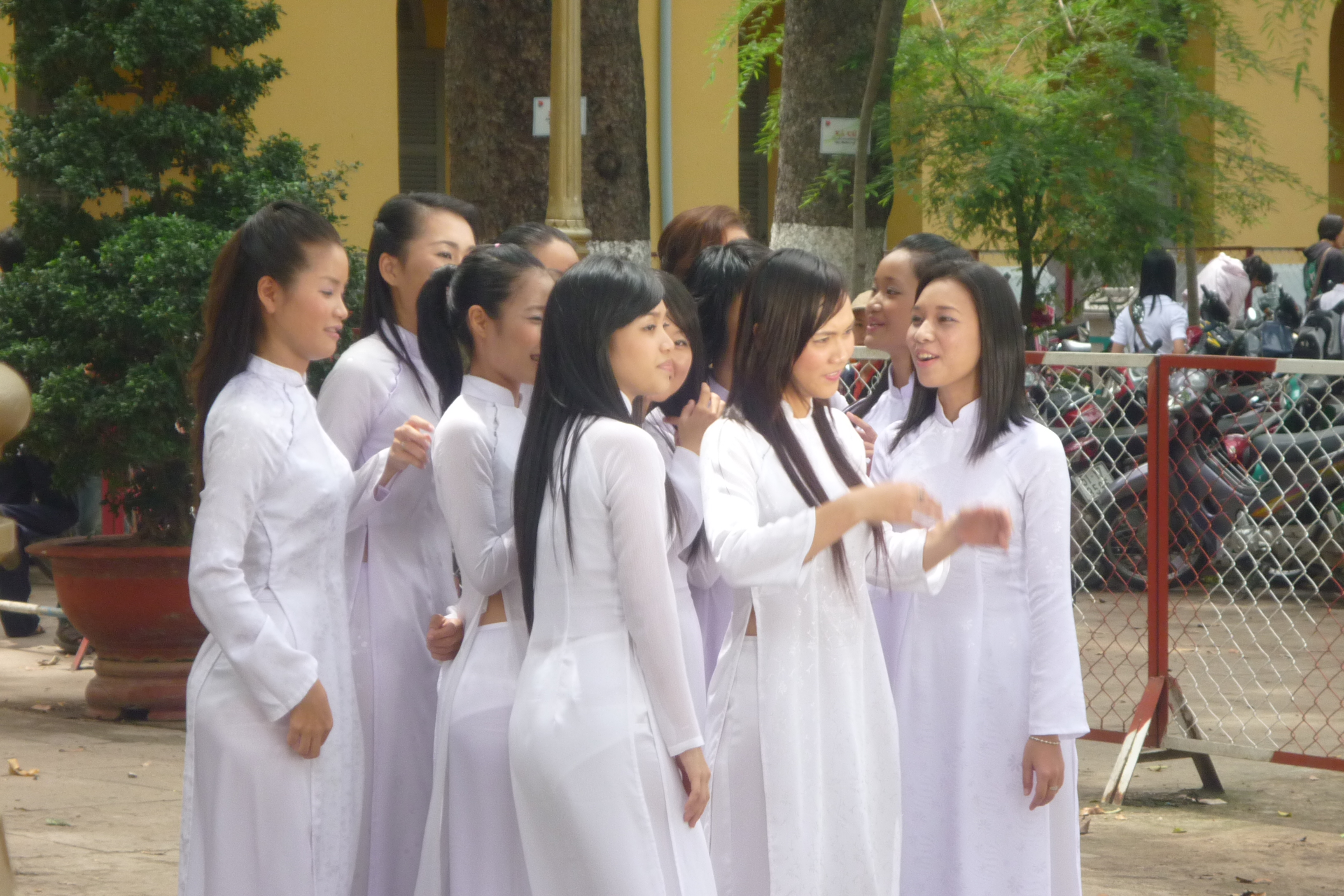
Nữ sinh TPHCM

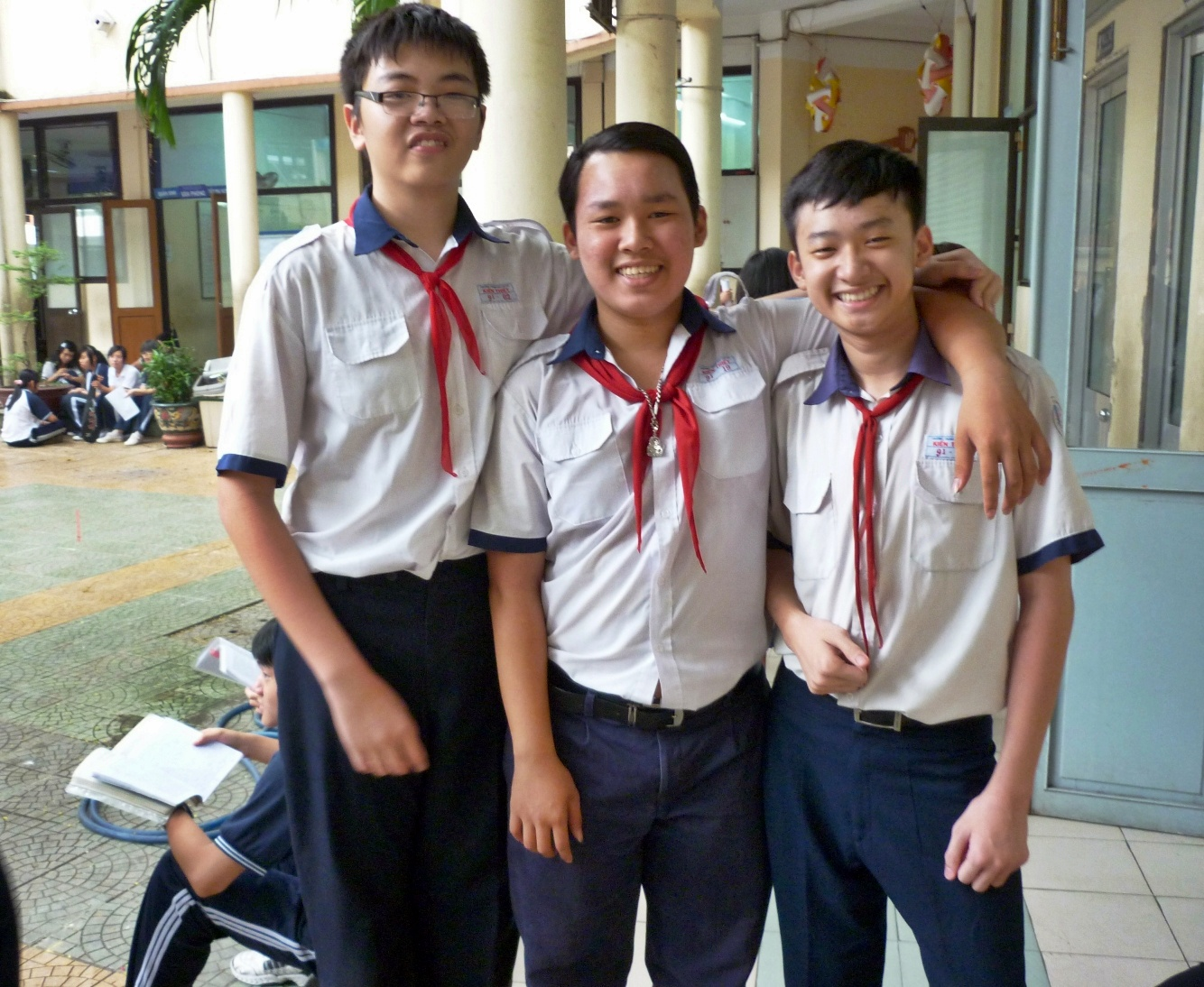
Học sinh THCS tại TPHCM

### Thành tựu
Hiện nay Thành phố Hồ Chí Minh là thành viên của Mạng lưới thành phố học tập toàn cầu của UNESCO và là một trong những trung tâm giáo dục ở Việt Nam và đang được đầu tư phát triển giáo dục ngoài ra còn có một số thành tích khác như:
- Triển khai bộ tiêu chuẩn công nhận trường học số tại các nhà trường. Việc này được xem như một bước đột phá để thúc đẩy chuyển đổi số trong giáo dục.

- Ký kết hợp tác đào tạo nguồn nhân lực chất lượng cao

- TP.HCM là một trong những đơn vị đầu tiên trên cả nước triển khai thực hiện bộ tiêu chí Trường học hạnh phúc tại 100% cơ sở giáo dục trên địa bàn.

- 10 năm liên tiếp giữ hạng nhất tại Hội khỏe Phù Đổng toàn quốc

- Năm học 2023-2024, 4 dự án của học sinh TP.HCM tham gia Hội thi Khoa học kỹ thuật quốc gia đều đoạt giải.

- Đạt chuẩn phổ cập giáo dục - xóa mù chữ.[12]

- Năm 2024, TPHCM có khoảng 115.000 học sinh tốt nghiệp THCS, trong đó có hơn 98.000 thí sinh đăng ký dự thi, sau đó có khoảng 77.300 học sinh trúng tuyển.[13]

- Tỷ lệ học sinh THPT tại TPHCM đậu tốt nghiệp đạt 99,68%.[14]

Và một số thành tựu khác 

### Mục tiêu
Hiện nay Thành phố Hồ Chí Minh đã thử nghiệm việc ứng dụng AI vào trong giáo dục, xây dựng trường học đạt chuẩn quốc gia, quốc tế, đảm bảo việc học sinh được học tập tại Thành phố đạt 100%, phát triển giáo dục thành phố Hồ Chí Minh,...

## Tổng kết

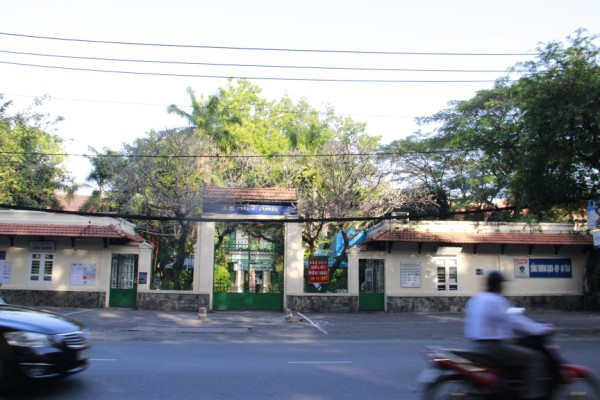
Cổng Trường Trung học Phổ thông Lê Quý Đôn (Thành phố Hồ Chí Minh)

Những năm 1990, ngành giáo dục của TPHCM còn vô vàn khó khăn. Trước hết là tách trường phổ thông cơ sở từ lớp Một đến lớp Chín ra thành trường tiểu học, THCS. Việc này đòi hỏi nhiều thời gian, kinh phí cũng như hệ thống tổ chức. Lãnh đạo UBND thành phố yêu cầu mỗi phường, xã phải có ít nhất 1 trường tiểu học để thuận lợi cho học sinh đến trường, nhưng có nơi 2-3 phường chỉ được duy nhất 1 trường. Cha mẹ thì lo làm ăn, buôn bán, lo mưu sinh, đôi khi con cái tới tuổi đi học mà chẳng để ý. Mỗi khi năm học mới sắp bắt đầu, các bác ở khu phố lại đến từng nhà, gõ từng cửa kêu gọi và đưa phiếu mời trẻ đến trường.
Năm 1995, đoàn của Bộ GD-ĐT đã đến TPHCM kiểm tra trong 1 tuần lễ. Đoàn đi khắp thành phố, từ nội thành, vùng ven đến ngoại thành, từ các con hẻm sâu ở các quận 6, 4, 11, Bình Thạnh đến tận những khu nông nghiệp ở huyện Củ Chi, Bình Chánh, Nhà Bè, Cần Giờ. Đoàn lật hồ sơ, xem sổ điểm, bằng tốt nghiệp tiểu học và đến từng hộ gia đình xem tập vở, nhìn tận mặt học sinh. 
Sau đó, khi dự buổi công bố kết quả kiểm tra, các lãnh đạo, thầy cô, học sinh như vỡ òa cảm xúc, nghẹn ngào rơi nước mắt: TPHCM chính thức được công nhận hoàn thành phổ cập giáo dục tiểu học. TPHCM là đơn vị đầu tiên của các tỉnh phía Nam hoàn thành mục tiêu này.
Gần 30 năm đã trôi qua, những em học sinh tiểu học năm ấy cũng đã trên dưới 40 tuổi rồi. Bây giờ, họ đã là cha, là ông, là bà, là mẹ, buổi tối nhìn con cháu trong nhà ngồi học bài, chắc sẽ nhớ lại thời kỳ gian khổ mà cao đẹp của thầy trò ở TPHCM, để mỉm cười, tự hào với niềm vui phổ cập giáo dục tiểu học. Ngành giáo dục TPHCM đã đi qua những ngày khốn khó mà tràn ngập yêu thương và tâm huyết như thế, để được như ngày hôm nay. 
Từ đó cho thấy từ lúc khó khăn, Thành phố Hồ Chí Minh vẫn cố gắng phát triển giáo dục mạnh mẽ và nhờ đó Thành phố Hồ Chí Minh đã trở thành trung tâm giáo dục ở Việt Nam và trong tương lai có thể xa hơn nữa.